# Хумаюн
Хумаю́н (полное имя Насир-ад-дин Мухаммад Хумаюн; 6 марта 1508, Кабул — 27 января 1556, Дели) — государственный деятель, потомок Тимура, второй падишах Империи Великих Моголов, сын Бабура и отец Акбара.

## Биография
В 1530 году Хумаюн унаследовал индийские владения своего отца Бабура. Его владычество над афганцами и раджпутами было эфемерным, а султан Гуджарата Бахадур-шах открыто стал посягать на владения молодого падишаха и в 1531 году захватил Малаву. В 1535 году войска Хумаюна заняли Гуджарат, однако война продолжалось до самой смерти Бахадур-шаха два года спустя.
Между тем Хумаюну бросил вызов бывший военачальник Бабура Шер-хан, ставший бихарским правителем под именем Шер-шах. Ранее Хумаюн побеждал его при осаде Чунара в 1531 году, но со временем Шер-хан собрал под своими знаменами пуштунские афганские племена, недовольные властью династии Великих моголов, и с их помощью к 1538 году получил контроль над Бенгалией. Бенгальский султан Махмуд-шах бежал к Хумаюну, который вскоре во главе внушительного войска вторгся в Бенгалию и вернул её столицу Гаур. Однако через девять месяцев Хумаюн оставил Бенгалию, и Шер-хан вновь перешёл в наступление.
После поражений при Чауса (27 июня 1539) и под Канауджем (весна 1540) Хумаюн, оставив Дели и Агру, был вынужден уступить индийские владения Шер-шаху и искать спасения сначала в Лахоре, затем в Синде, где у него родился сын Акбар, потом в Марваре, однако индуистский правитель последнего Малдева Ратхор перешёл на сторону Шер-шаха. Хумаюн отступил ещё дальше, в Кабул и Кандагар, надеясь оттуда вернуть свой трон. Однако напряжённые отношения между тремя его братьями не способствовали этому, и Хумаюну пришлось искать убежища в Иране.
В 1544 году он заручился поддержкой сефевидского шаха Тахмаспа I, в обмен на что ему пришлось перейти из суннизма в шиизм. На следующий год Шер-шах погиб от взрыва собственных боеприпасов при осаде крепости Каланджар, и Хумаюн начал кампанию по возвращению в Индию. Для начала он отобрал у своего брата Камран-мирзы Кандагар и Кабул. В 1545—1550 годах в период борьбы с Камраном ему приходилось дважды уходить из Кабула.

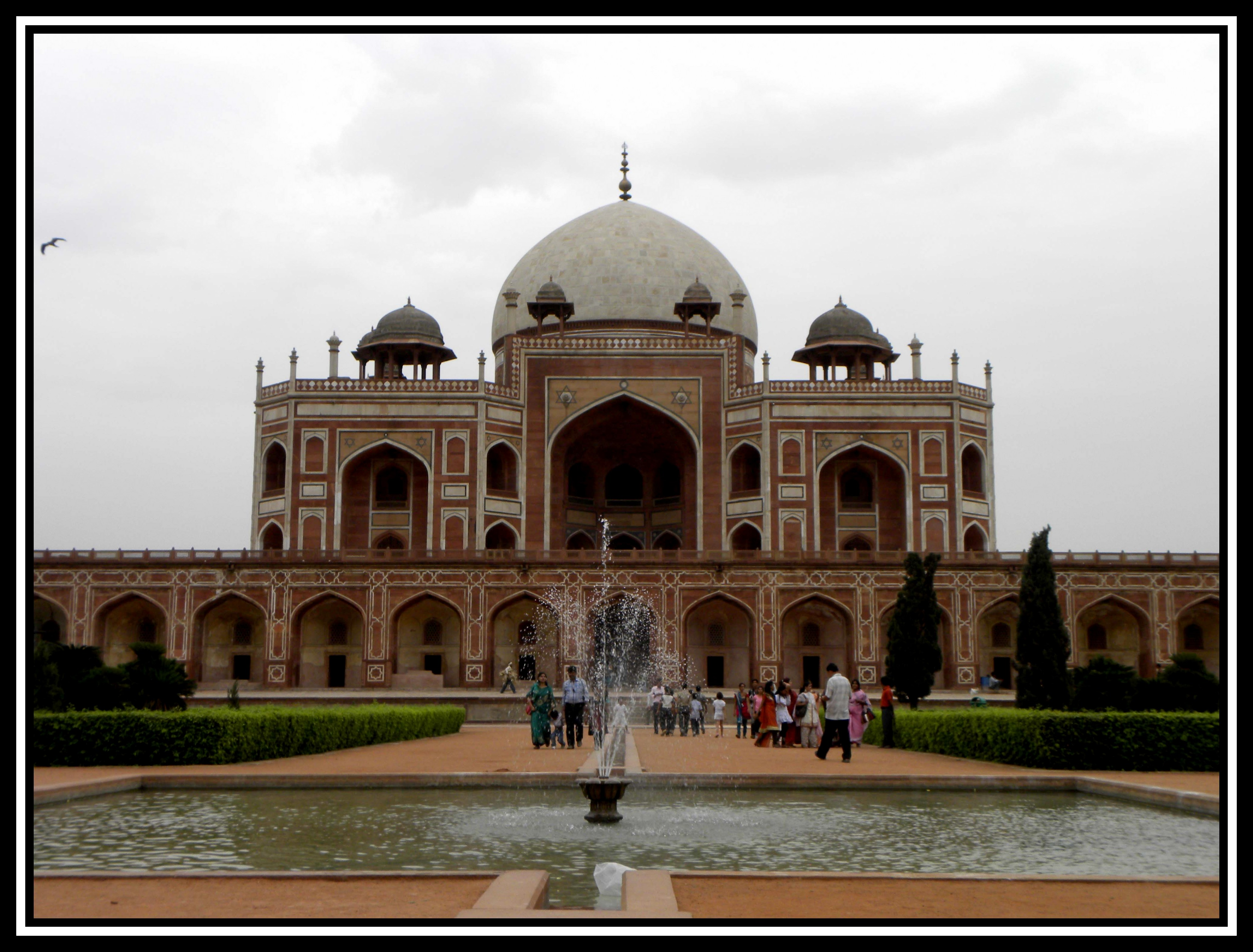
Гробница Хумаюна, Дели.

После смерти Шер-шаха его наследники рассорились друг с другом, чем Хумаюн не преминул воспользоваться. В феврале 1555 года он овладел Лахором и, разгромив суридского правителя Сикандар-шаха III, в июле вернул себе Агру и Дели.
Хумаюн принял у себя османскую экспедицию Сейди Али-реиса. Подобно многим своим предкам, Хумаюн был неравнодушен к астрологии и астрономии. Однажды, когда он спускался из библиотеки со стопкой книг, зазвучал азан. Набожный правитель попытался преклонить колени, но запутался в полах своего платья и скатился кубарем по лестнице. От полученной черепно-мозговой травмы несколько дней спустя он скончался.
Описание жизни Хумаюна составила его сестра Гульбадан-бегим. Гробница Хумаюна в Дели считается прообразом построенного его правнуком Шах-Джаханом Тадж-Махала и является памятником Всемирного наследия.

## Административная деятельность
В отличие от своих отца и сына, Хумаюн не отличался выдающимися административными способностями. Увлекаясь более персидской поэзией, чем тонкостями управления, Хумаюн облекал свои организационные соображения в весьма неожиданные поэтизированные формы. Ярким примером этого служит организация учреждённого Хумаюном правительства, которое состояло из четырёх ведомств: «Ведомство огня», руководившее военными вопросами; «Ведомство воды», обеспечивавшее организацию орошения и поставки вина ко двору; «Ведомство земли», занимавшееся вопросами налогообложения и управления государственными землями-халиса; «Ведомство воздуха», ведавшее делами мусульманского духовенства, придворной поэзией и историографией.

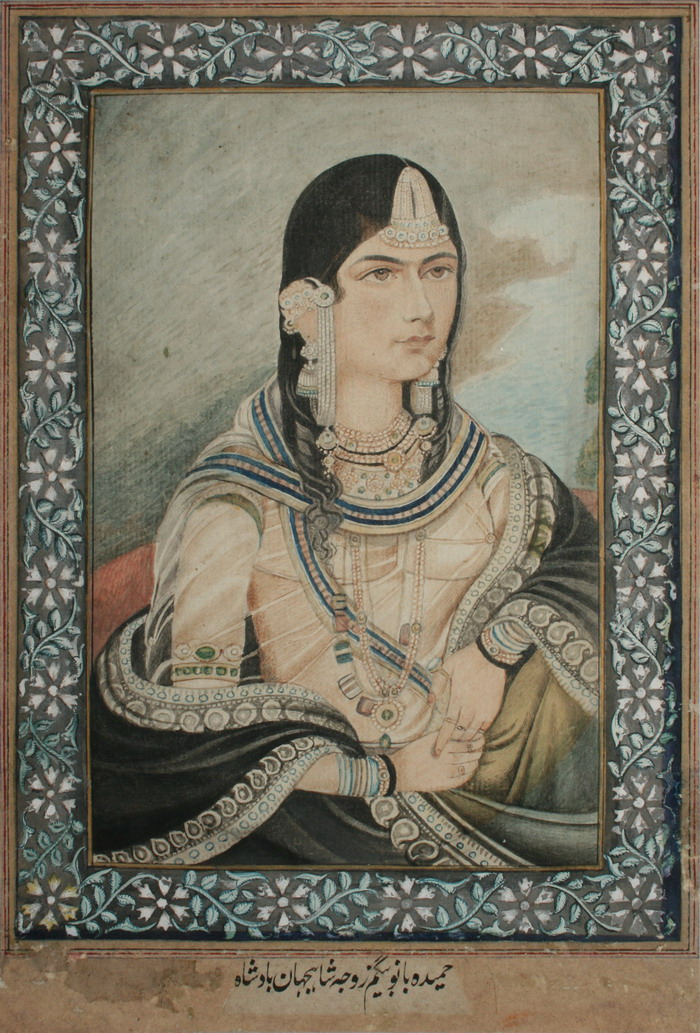
Хамида Бану-бегум — одна из жён Хумаюна, мать падишаха Акбара I.

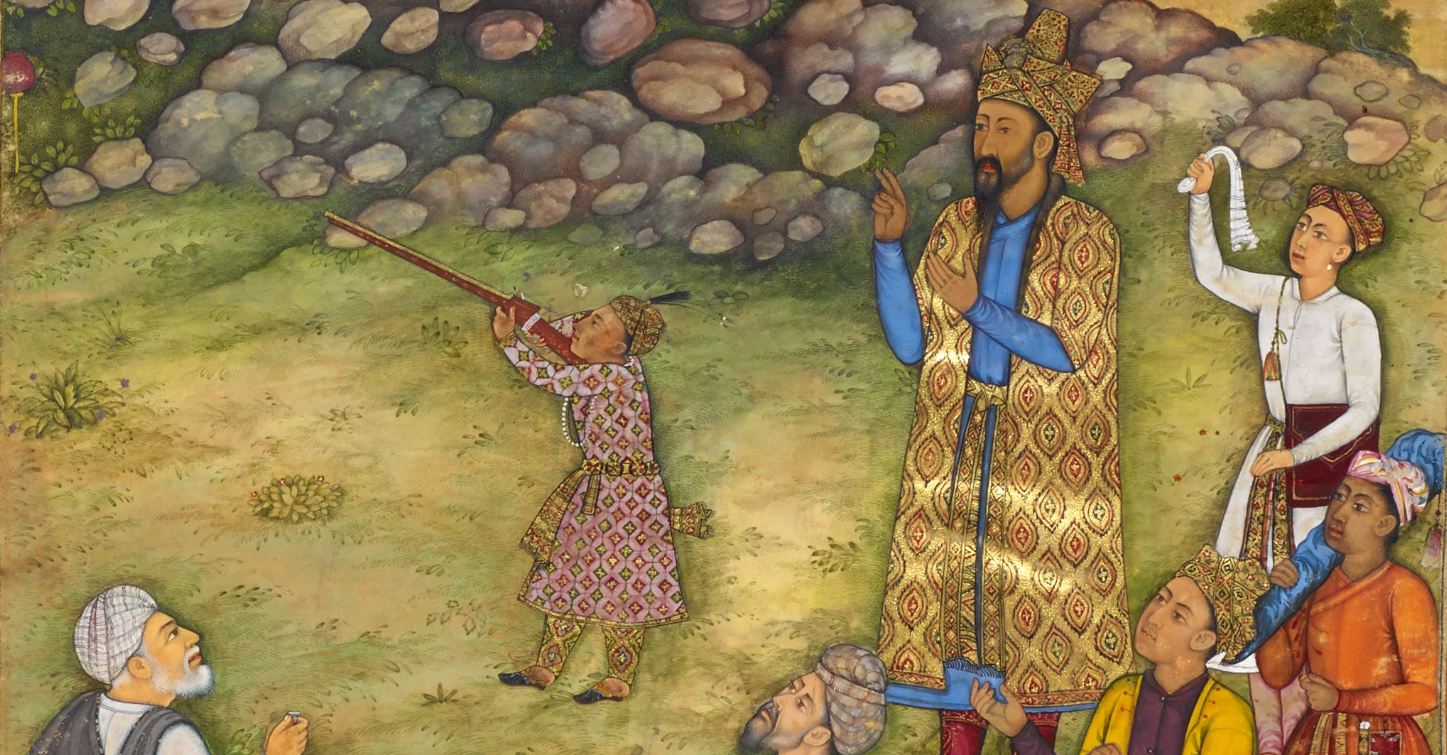
Хумаюн обучает юного Акбара стрельбе из ружья. Деталь миниатюры из «Акбарнаме», 1602—1604 гг., Британская библиотека.

## Научная деятельность
По данным некоторых источников Хумаюн занимался также астрономией.

## Жёны и дети
От разных жён у Хумаюна родилось 4 сына и 8 дочерей, многие из которых умерли в раннем возрасте или во младенчестве:
- (с ок. 1527) Бега-бегум Сахиба (Хаджи-бегум) (1511—1582), главная жена падишаха, дочь Йадгар-мирзы Тагая;
  - шахзаде Аламан-мирза (р. 1528, ум. во младенчестве)
- (с до 1539) Гюльбарг-бегум Сахиба (ум. после 1543), дочь Хаджи Низам ад-дина Али Барласа Халифы, визиря падишаха Бабура;
- (с ????) Бану-бегум Сахиба;
- (с 1541) Наваб Хамида Бану-бегум Сахиба (Наваб Хаджи-бегум, Мариам Макани) (1527—1604), дочь потомка сахобы-сподвижника пророка Мухаммада шейха Али-Акбара Джами;
  - падишах Джалал ад-дин Мухаммад Акбар I (1542—1605)
- (с 1546) Мах-и-Кучук-бегум Сахиба (уб. 1564), сестра Байрам-оглана из Аргуна;
  - шахзаде Мухаммад Фаррух-Фал-мирза (1547—1553)
  - шахзаде Мухаммад Хаким-мирза (1553—1585), субадар Кабула (1556—1581)
- (с до 1552), Шахзада Ханум, дочь тимурида Сулаймана Шах-мирзы, амира Бадахшана;
- (с до 1556) старшая дочь Джамал-хана Меватского.

## В культуре
Хумаюн стал персонажем индийского телесериала 2021 года «Империя».